# Bumpeh
Bumpeh es un municipio (chiefdom) del distrito de Moyamba en la provincia del Sur, Sierra Leona, con una población con una población censada en diciembre de 2015 de 37 445 habitantes.
Se encuentra ubicado al sur del país, junto a la costa del océano Atlántico y la isla Sherbro.